# Adriana Sage
Adriana Sage (16 aprile 1980) è un'ex attrice pornografica messicana.

## Biografia
La Sage è nata in Messico, con il nome di Rosa Gonzales, ma è cresciuta a San Diego. Prima di dedicarsi alla pornografia, ha lavorato al negozio di gelati Baskin Robbins, in un ospedale veterinario e in un'agenzia per la consegna dei giornali.
Ha iniziato la carriera nel porno a 18 anni, dopo che si era trasferita a Riverside ed aveva iniziato a ballare in uno strip club. Nel 1998, venne assunta da uno scopritore di talenti del genere adulto e posò per riviste maschili. La sua famiglia appoggiò la sua scelta lavorativa. Ha derivato lo pseudonimo da Adriana, suo vero nome di battesimo, e da Sage, personaggio dei fumetti X-Men. Il suo debutto nel cinema hard risale al 1999. All'inizio fece molte scene hardcore, ma in seguito si è specializzata nei film a tema lesbico, infatti è lesbica dichiarata.
All'inizio del 2003, ha costruito il suo sito web ed ha ricominciato a lavorare, dopo una breve pausa. Ora ha abbandonato completamente le scene eterosessuali. L'ultima scena con un uomo risale al 2001. Continua a posare solo per il suo sito. Altra sua attività sono le serate, in vari locali di strip tease. Ha fatto la sua comparsa in una versione non censurata del video "P.I.M.P." di 50 Cent. Prozack Turner, del gruppo hip-hop Foreign Legion le ha dedicato una canzone d'amore "The Ballad of Adriana Sage".
Dal novembre 2003 vive a Chula Vista. La Sage gestisce un sito web dedicato al football americano, sport di cui è grande esperta.

## Riconoscimenti
- 2004 AVN Award candidatura al premio – Best Solo Sex Scene (Hard Edge)[7]

## Filmografia
- 18 and Nasty 12 (1999)
- Ripe 10 (1999)
- University Coeds 22 (1999)
- Up And Cummers 76 (1999)
- Ass Lovers 2 (2000)
- Barely Legal 4 (2000)
- Bottom Feeders 1 (2000)
- Bottom Feeders 2 (2000)
- Bring 'um Young 1 (2000)
- Buffy Malibu's Nasty Girls 22 (2000)
- Buffy Malibu's Nasty Girls 23 (2000)
- Cherry Poppers 17 (2000)
- Chica Boom 3 (2000)
- Coed Cocksuckers 17 (2000)
- Color Blind 5 (2000)
- Cum Sucking Whore Named Adriana Sage (2000)
- Cumback Pussy 31 (2000)
- Dirty Little Secrets 2 (2000)
- Down the Hatch 3 (2000)
- Four Finger Club 10 (2000)
- Freaks Whoes And Flows 17 (2000)
- Fresh Meat 10 (2000)
- Heavy Metal 1 (2000)
- Hot Latin Pussy Adventures 4 (2000)
- Initiations 3 (2000)
- Inside Porn (2000)
- Little White Chicks... Big Black Monster Dicks 6 (2000)
- Looking for Love (2000)
- Mirage (2000)
- More Dirty Debutantes 117 (2000)
- More Dirty Debutantes 119 (2000)
- Nasty Nymphos 28 (2000)
- No Man's Land Latin Edition 1 (2000)
- Please 7: Start Fucking! (2000)
- Puritan Magazine 24 (2000)
- Pussyman's American Cocksucking Championship 6 (2000)
- Pussyman's Decadent Divas 7 (2000)
- Pussyman's Spectacular Butt Babes 1 (2000)
- Secret Paris (2000)
- Shane's World 25: Scavenger Hunt 2 (2000)
- Up Your Ass 15 (2000)
- Watcher 14 (2000)
- Watcher 9 (2000)
- Amish Daughters (2001)
- Aria (2001)
- Balls Deep 1 (2001)
- Buffy Malibu's Nasty Girls 24 (2001)
- Calendar Issue 2001 (2001)
- Coed Covergirls 1 (2001)
- Cream of the Crop (2001)
- Deep Pink 2: Salsa Pink (2001)
- Design for Desire (2001)
- Girl World 2 (2001)
- Invisible (2001)
- Park Avenue (2001)
- Perfect Pink 7: Sink The Pink (2001)
- Puritan Magazine 28 (2001)
- Slumber Party 15 (2001)
- Third Eye (2001)
- To Steal a Kiss (2001)
- Trailer Trash Nurses 4 (2001)
- Tushy Girl Video Magazine 3 (2001)
- Tushy Girl Video Magazine 4 (2001)
- United Colors Of Ass 8 (2001)
- Adriana (2002)
- Best of Perfect Pink 2 (2002)
- Crazy About Latinas 2 (2002)
- First Timer 1 (2002)
- Kink Club 1 (2002)
- Money Shots (2002)
- 100% Blowjobs 14 (2003)
- Hard Edge (2003)
- JKP All Latin 2 (2003)
- Naked Diva (2003)
- Flirts (2004)
- Lipstick Lesbians 1 (2004)
- Ripe 13: Adriana and Nina (2004)
- Babes.Tv 1 (2005)
- Barely Legal All Stars 4 (2005)
- Clam Smackers (2005)
- Girlfriends (2005)
- Kick Ass Chicks 23: Anal Queens (2005)
- Lauren Phoenix and Friends (2005)
- Shades of Sex 3 (2005)
- Signature Series 11: Kylie Ireland (2005)
- Catalyst (2006)
- Sexy Little Teen Freaks  (2006)
- Smokin' Hot Imports (2006)
- Valentina (2006)
- Earl's Naughty Girls 1 (2008)
- Smoking Hot Girls (2009)
- Teenacious (2009)
- My Fantasy Girl (2010)
- Silvia Loves Jenna (2010)
- Five Stars 2 (2011)
- Spicy Young Latinas 2 (2014)